# 10166 Takarajima
10166 Takarajima è un asteroide della fascia principale. Scoperto nel 1995, presenta un'orbita caratterizzata da un semiasse maggiore pari a 2,6249559 UA e da un'eccentricità di 0,1363088, inclinata di 3,72056° rispetto all'eclittica.